# Marius Tofte
Marius Tofte (* 20. Dezember 1894 in Flensburg; † 19. Juni 1969 in Preetz) war ein deutscher Gewerkschafter.

## Leben
Marius Tofte absolvierte eine Ausbildung zum Gärtner. Nach der Rückkehr als Soldat aus dem Ersten Weltkrieg trat er zunächst der KPD bei und wechselte dann zur SPD. 1923 übernahm Tofte die Leitung des Deutschen Landarbeiter-Verbandes in der preußischen Provinz Schleswig-Holstein. In der Weimarer Republik hatte sich die wirtschaftliche und rechtliche Situation der Landarbeiter im Vergleich zur Lage im Deutschen Kaiserreich noch nicht wesentlich gebessert: Im preußischen Schleswig-Holstein gab es trotz einer technischen Modernisierung der Landwirtschaft weiterhin Gutsbezirke mit patriarchalischen Herrschaftsstrukturen. Dennoch verzeichnete Tofte wesentliche Erfolge bei den Abschlüssen der Tarifverträge und im Wohnungsbau für die Familien der Landarbeiter. Während seiner Tätigkeit als gewerkschaftlicher Bezirksleiter kam es seit 1928 zur Auflösung der Gutsbezirke.
Nach der Machtübernahme durch die Nationalsozialisten und dem Verbot der Gewerkschaften wurde Marius Tofte 1933 und 1934 mehrmals von der Gestapo verhaftet und im KZ Glückstadt interniert. Nach seiner krankheitsbedingten Freilassung betrieb das Ehepaar Marius und Anna Tofte auf dem Kieler Wochenmarkt, der auf dem Exerzierplatz abgehalten wurde, einen Gemüsestand. Unmittelbar nach dem Ende des Zweiten Weltkriegs begann Tofte seit 1945 mit dem Aufbau der Gewerkschaftsbewegung im ländlichen Raum. Bis 1965 war er Vorsitzender der Gewerkschaft Gartenbau, Land- und Forstwirtschaft im Bezirk Nordmark. In dieser Eigenschaft gehörte Tofte der Hauptversammlung der Landwirtschaftskammer Schleswig-Holstein an. Im Landesverband Schleswig-Holstein der SPD zählte Tofte zu den Anhängern des am 15. November 1959 beschlossenen Godesberger Programms.
Das Ehepaar Tofte wohnte in der Langenbeckstrasse im Kieler Stadtteil Schreventeich.

## Veröffentlichung
- Landarbeiter im Wandel der Zeit. In: Bauern und Landarbeiter. Schaper, Hannover 1960